# Schnodsenbach
Schnodsenbach (fränkisch: Schnudsabach) ist ein Gemeindeteil der Stadt Scheinfeld im Landkreis Neustadt an der Aisch-Bad Windsheim (Mittelfranken, Bayern). Die Gemarkung Schnodsenbach hat eine Fläche von 3,673 km². Sie ist in 522 Flurstücke aufgeteilt, die eine durchschnittliche Fläche von 7036,29 m² haben. In ihr liegen neben dem namensgebenden Ort die Gemeindeteile Einsiedelei und Zeisenbronn.

## Lage
Das Pfarrdorf liegt an der Kreisstraße NEA 20, die zur Staatsstraße 2421 (0,4 km südwestlich) bzw. nach Zeisenbronn führt (2,3 km nordöstlich). Eine Gemeindeverbindungsstraße führt nach Scheinfeld (2,1 km südöstlich). Westlich angrenzend fließt die Scheine, ein Quellfluss des Laimbaches.

## Geschichte
Schnodsenbach wurde erstmals im Jahre 1258 als „villa“ mit einem Gerichtssitz („judicium Snozenbach“) genannt, die Entstehung wird um das Jahr 1000 angenommen. Eine Burg wurde erstmals im Jahre 1361 in Zusammenhang mit einem Ritter Apel von Seckendorff zu Snoczenbach erwähnt. Das dem Ortsnamen zugrundeliegende Hydronym hat als Bestimmungswort den Personennamen Snozo.
Im Jahre 1806 kam Schnodsenbach zum Königreich Bayern. Im Rahmen des Gemeindeedikts wurde der Steuerdistrikt Schnodsenbach gebildet. Zu diesem gehörten Burgambach, Erlabronn, Grappertshofen und Schnodsenbachmühle. Mit dem Zweiten Gemeindeedikt (1818) entstand die Ruralgemeinde Schnodsenbach, zu der Schnodsenbachmühle und Zeisenbronn gehörten. Sie war in Verwaltung und Gerichtsbarkeit dem Herrschaftsgericht Schwarzenberg zugeordnet und in der Finanzverwaltung zunächst dem Rentamt Scheinfeld, nach dessen Auflösung im Jahr 1818 dem Rentamt Iphofen. Vor 1840 kamen von der Gemeinde Thierberg die Orte Fischhaus und Schwarzenberg hinzu. 1852 kam Schnodsenbach an das Landgericht Scheinfeld. Für die Verwaltung war ab 1862 das Bezirksamt Scheinfeld zuständig (1939 in Landkreis Scheinfeld umbenannt) und für die Finanzverwaltung ab 1879 das Rentamt Markt Bibart (1919–1929: Finanzamt Markt Bibart, von 1929 bis 1972: Finanzamt Neustadt an der Aisch, seit 1972: Finanzamt Uffenheim). Die Gerichtsbarkeit blieb bis 1879 beim Landgericht Scheinfeld, von 1880 bis 1973 war das Amtsgericht Scheinfeld zuständig, seitdem ist es das Amtsgericht Neustadt an der Aisch. Vor 1867 entstand die Gemeinde Schwarzenberg, vor 1871 wurde Fischhaus nach Scheinfeld eingemeindet. In diesem Zeitraum wurde auf dem Gemeindegebiet von Schnodsenbach Einsiedelei gegründet. 1964 hatte die Gemeinde eine Gebietsfläche von 3,671 km². Am 1. Januar 1972 wurde Schnodsenbach im Zuge der Gebietsreform in Bayern nach Scheinfeld eingemeindet.

### Baudenkmäler
In Schnodsenbach gibt es acht Baudenkmäler:
- Haus Nr. 37: ehemalige Synagoge
- Haus Nr. 50: Satteldachhaus
- Haus Nr. 52: Wirtshausschild
- Haus Nr. 54, 56 und 58: ehemaliges Schloss
- Haus Nr. 55: Gasthaus zum Roß
- Haus Nr. 57: zweigeschossiges Walmdachhaus
- Haus Nr. 63: St. Michael, evangelisch-lutherische Pfarrkirche
- Haus Nr. 71: ehemals evangelisch-lutherisches Pfarrhaus

ehemalige Baudenkmäler
- Bis in den 1960er Jahren wurden 14 Privathäuser als Baudenkmäler aufgelistet, darunter auch die drei Anwesen (Nr. 50, 55, 57), die heute noch denkmalgeschützt sind.[15]

### Bodendenkmäler
In der Gemarkung Schnodsenbach gibt es drei Bodendenkmäler.

### Einwohnerentwicklung
Gemeinde Schnodsenbach
| Jahr      | 1818  | 1840   | 1852   | 1855   | 1861   | 1867   | 1871   | 1875   | 1880   | 1885   | 1890   | 1895   | 1900   | 1905   | 1910   | 1919   | 1925   | 1933   | 1939   | 1946   | 1950   | 1952   | 1961   | 1970   |
| Einwohner | 340   | 484    | 338    | 350    | 336    | 361    | 364    | 357    | 375    | 393    | 323    | 333    | 322    | 289    | 285    | 276    | 270    | 244    | 222    | 357    | 327    | 307    | 308    | 273    |
| Häuser    | 81    | 76     |        |        |        |        | 73     |        |        | 62     | 58     |        | 62     |        |        |        | 59     |        |        |        | 58     |        | 59     |        |
| Quelle    | [ 9 ] | [ 17 ] | [ 18 ] | [ 18 ] | [ 19 ] | [ 20 ] | [ 21 ] | [ 22 ] | [ 23 ] | [ 24 ] | [ 25 ] | [ 18 ] | [ 26 ] | [ 18 ] | [ 27 ] | [ 18 ] | [ 28 ] | [ 18 ] | [ 18 ] | [ 18 ] | [ 29 ] | [ 18 ] | [ 11 ] | [ 30 ] |

Ort Schnodsenbach
| Jahr      | 001818 | 001840 | 001861 | 001871 | 001885 | 001900 | 001925 | 001950 | 001961 | 001970 | 001987 | 002014 |
| Einwohner | 269    | 309    | 283    | 295    | 335    | 271    | 222    | 284    | 255    | 216    | 200    | 230    |
| Häuser    | 71     | 50     |        |        | 51     | 51     | 47     | 48     | 50     |        | 52     |        |
| Quelle    | [ 9 ]  | [ 17 ] | [ 19 ] | [ 21 ] | [ 24 ] | [ 26 ] | [ 28 ] | [ 29 ] | [ 11 ] | [ 30 ] | [ 31 ] | [ 1 ]  |

## Religion
Schnodsenbach ist Sitz der Pfarrei St. Michael, die seit der Reformation evangelisch-lutherisch ist.